# Begonia consobrina
Begonia consobrina é uma espécie de Begonia, nativa do Equador.